# Distretto di Pho Prathap Chang
Il distretto di Pho Prathap Chang (in thailandese: โพธิ์ประทับช้าง) è un distretto (amphoe) della Thailandia, situato nella provincia di Phichit.